# Martha Verdín
Martha Alicia Verdín Cedeño (5 de junio de 1988, Ameca) es una atleta paralímpica mexicana que compite en tenis de mesa adaptado como parte de la delegación mexicana en los Juegos Paralímpicos de París 2024.

## Trayectoria deportiva
Comenzó en el deporte por un accidente automovilístico y durante su rehabilitación física le motivaron a elegir un deporte de forma recreativa y eligió el tenis de mesa. 
Fue galardonada con la medalla de oro por equipo y la medalla de bronce de forma individual en los Juegos Panamericanos Guadalajara 2011, obtuvo dos medallas de plata, en los Juegos Parapanamericanos de Toronto en 2015 y en los Juegos Parapanamericanos Lima 2019. Obtuvo la medalla de bronce en los Juegos Parapanamericanos Santiago 2023.

## Palmarés
| Medallas | Medallas    | Medallas                 | Medallas          | Medallas      |
| Año      | Lugar       | Competencia              | Medalla           | Categoría     |
| -------- | ----------- | ------------------------ | ----------------- | ------------- |
| 2011     | Guadalajara | Juegos Parapanamericanos | Medalla de bronce | Tenis de mesa |
| 2015     | Toronto     | Juegos Parapanamericanos | Medalla de plata  | Tenis de mesa |
| 2019     | Lima        | Juegos Parapanamericanos | Medalla de plata  | Tenis de mesa |
| 2023     | Santiago    | Juegos Parapanamericanos | Medalla de bronce | Tenis de mesa |